# Saint-Gildas
Saint-Gildas település Franciaországban, Côtes-d’Armor megyében. Lakosainak száma 242 fő (2022. január 1.). Saint-Gildas Boqueho, Le Leslay, Saint-Connan, Saint-Fiacre, Senven-Léhart és Le Vieux-Bourg községekkel határos.

## Népesség
A település népessége az elmúlt években az alábbi módon változott:
| Lakosok száma | 409  | 330  | 277  | 249  | 289  | 279  | 269  | 251  | 247  | 242  |
|               | 1968 | 1982 | 1990 | 2006 | 2013 | 2015 | 2017 | 2019 | 2020 | 2022 |